# Pachycara shcherbachevi
Pachycara shcherbachevi és una espècie de peix de la família dels zoàrcids i de l'ordre dels perciformes.

## Morfologia
- Els mascles poden assolir 23,6 cm de longitud total.[4][5]

## Hàbitat
És un peix marí i d'aigües profundes que viu entre 2.000-4.780 m de fondària.

## Distribució geogràfica
Es troba al nord-oest de les Illes Andaman.

## Observacions
És inofensiu per als humans.